# Adam Hieronim Sieniawski (podczaszy koronny)

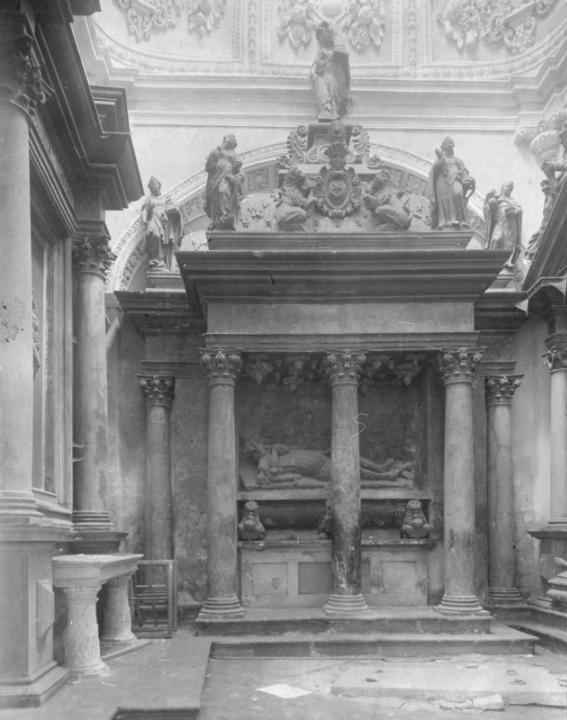
Nagrobek Hieronima Adama Sieniawskiego w kaplicy zamkowej w Brzeżanach

Adam Hieronim Sieniawski herbu Leliwa (ur. 1576, zm. w 3 czerwca 1619) – polski szlachcic, podczaszy wielki koronny, starosta jaworowski, rotmistrz husarii.

## Życiorys
Został rotmistrzem husarii. Walczył on pod wodzą hetmana Zamojskiego w Inflantach, Estonii a od 1600 wojował na Wołoszczyźnie. W tym roku był posłem na sejm. Pod wałami Brzeżan w 1615 r. założył jeniecką osadę tatarską pod swoim imieniem - Adamówkę. Od 1606 roku podczaszy koronny. W czasie rokoszu wierny królowi. Był marszałkiem zjazdu przeciw rokoszowego w Wiślicy (1606). Niezadowolony, że nie został hetmanem, związał się z opozycją Zbaraskich przeciw królowi, a zarazem Żółkiewskiemu. Wojował na Ukrainie, m.in. w 1618 pod Oryninem przeciw Turkom i Tatarom.
Nagrobek jego z 1619 r. oraz synów - Mikołaja, Aleksandra i Prokopa, a także ojca Hieronima (Jarosza) oraz brata Hieronima z 1583 r., innych członków rodu: Anny Sieniawskiej z r. 1574, Jana Sieniawskiego z r. 1583, znajduje się w kaplicy Zamkowej w Brzeżanach (obecnie zdewastowany). Cynowy sarkofag wykonany przez Jana Pfistera, podczas wojny polsko-bolszewickiej został przewieziony do Krakowa, obecnie znajduje się na zamku w Pieskowej Skale.

## Rodzina
Jego dziadkiem był Mikołaj Sieniawski, (1489-1569) hetman wielki koronny, założyciel miasta Brzeżan, a ojcem Hieronim (Jarosz) Sieniawski (1519—1582). Matką była Jadwiga z Tarłów – córka Jana Tarły (chorążego lwowskiego).
W 1593 ożenił się z Katarzyną Kostką (1576-1648).
Jego synami byli:
- Mikołaj Sieniawski z Granowa, (ok. 1598 – 17 kwietnia 1636) - krajczy koronny (1620), podczaszy koronny 1628, starosta ratneński, ożeniony z Urszulą Zofią Kostką (z 1624 r.).
- Aleksander Sieniawski (1599-1621)
- Prokop Sieniawski (1602-1626), rotmistrz (z 1621 r.) i chorąży koronny (po 1622 r.). Ożenił się z Anną Eufrozyną Chodkiewicz w 1623 r.